# تايلر هاسكينز
تايلر هاسكينز (بالإنجليزية: Tyler Haskins)‏ هو لاعب هوكي الجليد أمريكي، ولد في 26 مايو 1986 في ماديسون في الولايات المتحدة.

## وصلات خارجية
- تايلر هاسكينز على موقع دوري الهوكي الوطني (الإنجليزية)
- تايلر هاسكينز على موقع EliteProspects.com (الإنجليزية)
- تايلر هاسكينز على موقع HockeyDB.com (الإنجليزية)